# Dispositivo de entretenimiento con tubo de rayos catódicos
El Dispositivo de entretenimiento con tubo de rayos catódicos es el juego electrónico interactivo más antiguo conocido. El dispositivo simula un proyectil de artillería que se desplaza hacia los objetivos en una pantalla de tubo de rayos catódicos (CRT), que es controlada por el jugador ajustando las perillas de un mando para cambiar la trayectoria de una mancha en el monitor CRT para alcanzar objetivos de plástico superpuestos en la pantalla. Thomas T. Goldsmith, Jr. y Estle Ray Mann construyeron el juego de electrónica analógica y solicitaron una patente en 1947, que se emitió al año siguiente. El dispositivo nunca fue fabricado o comercializado para el público en general, por lo que no tuvo ningún efecto en la futura industria de los videojuegos. Según la mayoría de las definiciones, el dispositivo no se considera un videojuego, ya que si bien tenía una pantalla electrónica, no se ejecutó en un dispositivo informático. Por lo tanto, a pesar de su relevancia para la historia temprana de los videojuegos, generalmente no se le considera un candidato para el título del primer videojuego.

## Modo de juego
El Dispositivo de entretenimiento del tubo de rayos catódicos consiste en un tubo de rayos catódicos conectado a un osciloscopio con un conjunto de perillas e interruptores. El dispositivo usa componentes electrónicos puramente analógicos y no usa ninguna computadora digital o dispositivo de memoria ni ejecuta un programa.
El CRT proyecta un punto en la pantalla de visualización del osciloscopio, que traza un arco parabólico a través de la pantalla cuando el jugador activa un interruptor. Esta mancha representa la trayectoria de un proyectil de artillería. Superpuestos en la pantalla hay objetos plásticos transparentes que representan objetos como aviones. Al final de la trayectoria de la mancha, el rayo se desenfoca, lo que provoca que la mancha se expanda y se difumine. Esto representa la explosión del proyectil como si fuera detonado por una espoleta de tiempo. El objetivo del juego es hacer que el haz se desenfoque cuando está dentro de los límites de un objetivo. Antes de que el punto del haz comience su arco, el jugador puede girar las perillas de control para dirigir la trayectoria del punto y ajustar la demora del estallido del proyectil. La máquina puede configurarse para disparar un "proyectil" ya sea una vez o en un intervalo regular, que es ajustable por el jugador. Esto le da a este la misión de "golpear" a uno de los objetos con la explosión del proyectil dentro de un límite de tiempo. Se recomendaba al jugador que hiciera la trayectoria muy alejada de una línea recta "para requerir una mayor habilidad y cuidado".

## Historia
El Dispositivo de diversión de tubo de rayos catódicos fue inventado por los físicos Thomas T. Goldsmith, Jr. y Estle Ray Mann. Ambos trabajaban en la compañía fabricante de televisores DuMont Laboratories, especializada en el desarrollo de tubos de rayos catódicos. Goldsmith, que había terminado el doctorado en física de la Universidad de Cornell en 1936 con una tesis en el diseño de osciloscopios, inventó el dispositivo junto al director de investigación de DuMont Laboratories en Nueva Jersey. Los dos inventores se inspiraron en las pantallas de radar utilizadas en la Segunda Guerra Mundial, en las que Goldsmith había trabajado durante la guerra. La patente del dispositivo se presentó el 25 de enero de 1947 y se emitió el 14 de diciembre de 1948. La patente, la primera para un juego electrónico, nunca fue utilizada por los inventores o DuMont Laboratories, y el dispositivo nunca se fabricó más allá del prototipo original hecho a mano.
 El historiador del Instituto de Ingenieros Eléctricos y Electrónicos Alex Magoun ha especulado que Goldsmith no hizo el prototipo con la intención de que fuera la base de cualquier producción futura, sino que solo diseñó el dispositivo como una demostración del tipo de oportunidades comerciales que DuMont podría perseguir. Goldsmith no trabajó en juegos después de la invención del dispositivo; fue ascendido a vicepresidente en 1953 y abandonó DuMont -que luego fue dividida y vendida a otras firmas- para convertirse en profesor de física en la Universidad de Furman en 1966. Goldsmith guardó el dispositivo y se lo llevó consigo a Furman; en una entrevista en 2016, el compañero profesor de física Bill Brantley recordó que Goldsmith le había enseñado el juego.
A pesar de no ser considerado un videojuego como tal, sí es el juego electrónico interactivo más antiguo conocido, así como el primero en incorporar una pantalla electrónica, por lo que es precursor de otros juegos en la historia temprana de los videojuegos. Sin embargo, como el dispositivo nunca se fabricó ni se mostró ampliamente, no inspiró directamente ningún otro juego y no tuvo impacto en la futura industria de los videojuegos.